# Colmont (rivière)
Pour les articles homonymes, voir Colmont.
La Colmont est une rivière française qui coule dans les départements de la Manche, de l'Orne et surtout de la Mayenne. C'est un petit affluent abondant de la Mayenne en rive droite, donc un sous-affluent de la Loire par la Maine.

## Géographie
D'une longueur de 50,4 km, la Colmont prend sa source sur le territoire de Fougerolles-du-Plessis, à l'extrémité nord-ouest du département de la Mayenne ; sa direction est constamment du nord-ouest au sud-est. 

Depuis sa source jusqu'au hameau de la Tavernière, cette rivière sert de limite entre la Mayenne et la Manche.
Depuis la Tavernière jusqu'à Saint-Aubin-Fosse-Louvain, elle sépare la Mayenne de l'Orne. 

Un peu avant d'atteindre Saint-Aubin-Fosse-Louvain, elle reçoit, en rive droite la rivière de l'Ourde. Elle entre ensuite définitivement en Mayenne, laisse à gauche Lesbois, traverse Gorron, et grossie d'un grand nombre de petits ruisseaux, va se jeter dans la Mayenne (rive droite) au niveau du hameau de Mons (Ambrières-les-Vallées), à 1 500 m en aval du confluent de la Varenne, et à huit kilomètres en amont (au nord) de la ville de Mayenne, sur la commune de La Haie-Traversaine.

## Localités traversées
La Colmont traverse ou longe les communes suivantes :
- département de la Manche : Buais, Heussé ;
- département de l'Orne : Mantilly, L'Épinay-le-Comte ;
- département de la Mayenne : Fougerolles-du-Plessis, Désertines, Saint-Aubin-Fosse-Louvain, Lesbois, Gorron, Brecé, Châtillon-sur-Colmont, Saint-Mars-sur-Colmont, Oisseau, Ambrières-les-Vallées et La Haie-Traversaine.

## Affluents
- L'Ourde (rive droite) 11,4 km sur sept communes dans deux départements et avec sept affluents[3].

## Hydrologie
La Colmont est une rivière abondante, comme la plupart des cours d'eau issus des collines bien arrosées de la Normandie.

### La Colmont à Oisseau
Son débit a été observé sur une période de 17 ans (1992-2008), à Oisseau, localité toute proche de son confluent avec la Mayenne. Le bassin versant de la rivière y est de 245 km2 soit la presque totalité de celui-ci.
Le module de la rivière à Oisseau est de 2,79 m3/s.
La Colmont présente des fluctuations saisonnières de débit assez marquées, avec une période de hautes eaux allant du début de l'hiver jusqu'au printemps, et portant le débit mensuel moyen à un niveau situé entre 4,26 et 5,70 m3/s, de décembre à mars inclus (avec un maximum prononcé en janvier-février). Dès avril le débit diminue rapidement pour aboutir à la période des basses eaux qui se déroule de la mi-juin à la mi-octobre, amenant une baisse du débit moyen mensuel jusqu'à 0,84 m3/s au mois d'août, ce qui reste fort acceptable. Mais les fluctuations de débit peuvent être plus importantes d'après les années et sur des périodes plus courtes.

### Étiage ou basses eaux
À l'étiage le VCN3 peut chuter jusque 0,24 m3/s, en cas de période quinquennale sèche, soit 240 litres par seconde, ce qui n'est pas trop sévère, et plutôt normal comparé à la moyenne des cours d'eau de la région.

### Crues
Les crues peuvent être assez importantes, mais moindres que parmi les autres affluents occidentaux de la Loire. Les QIX 2 et QIX 5 valent respectivement 18 et 24 m3/s. Le QIX 10 est de 28 m3/s, le QIX 20 de 32 m3/s, tandis que le QIX 50 n'a pas été calculé faute de durée d'observation suffisamment longue.
Le débit instantané maximal enregistré à Oisseau durant cette période, a été de 32,7 m3/s le 23 janvier 1995, tandis que le débit journalier maximal enregistré était de 30,10 m3/s le 22 janvier de la même année. En comparant la première de ces valeurs à l'échelle des QIX de la rivière, il apparaît que cette crue était d'ordre vicennal, et donc nullement exceptionnelle.
Il peut être intéressant de comparer les QIX 2 et QIX 10 de la Colmont à ceux de l'Orge, affluent de la rive gauche de la Seine, coulant en amont du centre de Paris et y créant régulièrement de sérieux dégâts, mais possédant un bassin près de quatre fois plus étendu et un débit plus important de 50 %. Alors que le QIX 2 de la Colmont se monte à 18 m3/s, celui de l'Orge en vaut 23. Quant au QIX 10, celui de la Colmont étant de 28 m3/s, il est de 34 m3/s pour l'Orge. Les crues de la Colmont sont presque égales à celles de l'Orge, malgré la taille réduite de son bassin et un débit moyen nettement moindre.

### Lame d'eau et débit spécifique
La Colmont est une rivière assez abondante comparée à la moyenne des affluents de la Mayenne. La lame d'eau écoulée dans son bassin versant est de 354 millimètres annuellement, ce qui est supérieur à la moyenne d'ensemble de la France tous bassins confondus (plus ou moins 320 millimètres), mais surtout bien plus élevé que la moyenne du bassin de la Loire (244 millimètres) et que celle du bassin de la Mayenne (297 millimètres). Le débit spécifique (ou Qsp) de la rivière atteint 11,2 litres par seconde et par kilomètre carré de bassin.

## Vallée de la Colmont
- Fougerolles-du-Plessis, avec son château de Goué, des XIVe, XVe et XVIIe siècles, orné de peintures murales. Étang de Goué. Château de Clairefontaine du XVIIIe siècle.
- Heussé, le château de Nantray du XIXe siècle.
- Gorron, ses pittoresques maisons anciennes et son menhir de la Roche, ses vieux lavoirs et son plan d'eau sur la Colmont.
- Oisseau, les restes du château de la Dufferie avec ses douves, le manoir de Loré des XIVe et XVe siècles, le château de La Haie du XVIIIe siècle. La bourgade possède en plus une belle église gothique du XVe siècle, ainsi que la chapelle de Loré des XVe et XVIe siècles. Non loin, on peut admirer le menhir de la Chabrière. Vignes.
- La Haie-Traversaine, avec ses maisons pittoresques à colombages, son école de voile, sa base de canoë-kayak, son plan d'eau aménagé et ses gîtes ruraux. Camping. La bourgade est située aux portes du parc naturel régional Normandie-Maine

## Toponymes
La Colmont a donné son hydronyme aux deux communes de Châtillon-sur-Colmont et Saint-Mars-sur-Colmont.